# 斯塔克效应
斯塔克效应（英語：Stark effect）是原子和分子光譜譜線在外加電場中發生位移和分裂的現象。分裂和位移量稱為斯塔克分裂或斯塔克位移。斯塔克效應又可分為一階和二階斯塔克效應。一階的情況下光譜分裂或位移是與電場強度呈線性關係，二階則是和電場強度呈二次方關係。

計算的在電場中正常（非混沌）里德伯原子氫原子在主量子數（n）接近15，磁量子數（m）為0的光譜能階。每個n階能階都有n-1個簡併次能階：應用在電場中簡併被破壞。注意能階因為潛在的運動對稱性而可以交叉。

斯塔克效應對應於帶電粒子譜線的壓力增寬（斯塔克增寬）。當譜線的分裂或位移在吸收線發生時則稱為逆斯塔克效應（Inverse Stark effect）。
由電場造成的斯塔克效應與由磁場造成譜線分裂成數個部分的塞曼效應相似。
斯塔克效應可使用全量子力學的方式解釋，但也有許多基於半古典物理的方式。

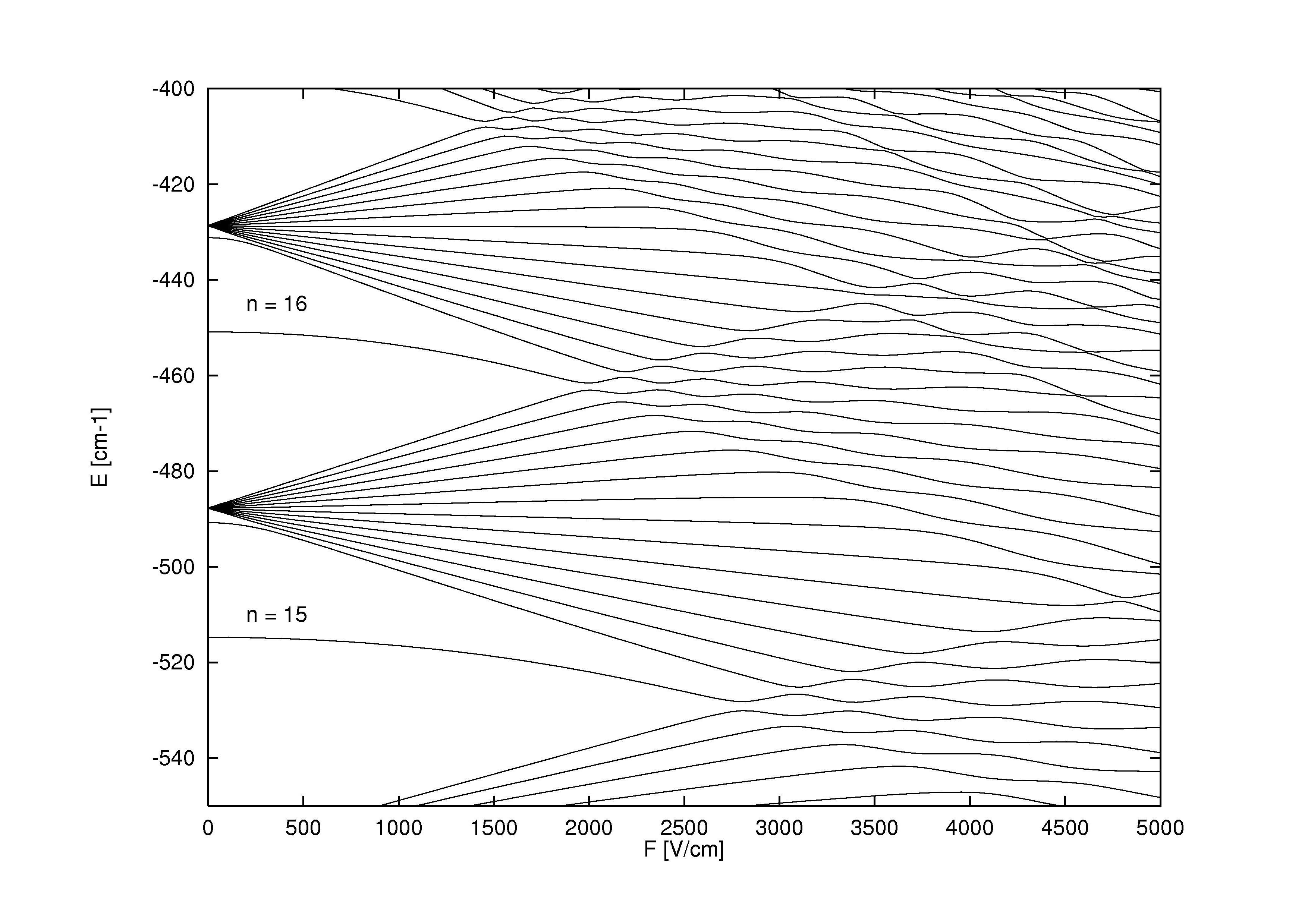
計算的在電場中混沌里德伯原子鋰原子在主量子數接近15，磁量子數為0的光譜能階。注意每個能階不會交叉，這是因為離子的原子核（以及因此產生的量子缺陷）打破了運動對稱性。